# Liechtensteiner-Cup 1986-1987
La Liechtensteiner-Cup 1986-1987 è stata la 42ª edizione della coppa nazionale del Liechtenstein conclusa con la vittoria finale del USV Eschen/Mauren, al suo quarto titolo.
Della competizione è noto solo il risultato della finale.

## Finale
| Ruggell | USV Eschen/Mauren | 1 – 0 | Vaduz |  |